# 小川阿蘇神社
小川阿蘇神社（おがわあそじんじゃ）は、熊本県宇城市小川町小川にある神社である。旧社格は村社。

## 歴史
下益城郡誌（下益城郡教育支会編）によると、1040年（長久元年）に肥後領主阿蘇大宮司が、家臣2人をつかわし、阿蘇神社の分霊を勧請し、田地8町3反3畝を付したのに始まる。
1586年（天正14年）、島津義久が田地2町3反を戦勝を祈り奉納したが、1587年（天正15年）には、佐々成政により領地を没収された。さらに、キリシタン大名小西行長により社殿の焼打ちにあうが、加藤清正によって佐々成政がとりあげた領地は、元通りにかえされた。

## 祭神
- 阿蘇十二神（健磐龍命、阿蘇都比咩命、ほか十柱）

### 合祀
- 南小川神社が合祀されている。南小川神社は、1041年（長久2年）に阿蘇三の宮を東小川三角山に勧請し創建。のち南小川亀の甲に移転。大正年間に、小川阿蘇神社に合祀された[1]。
  - 南小川神社の主祭神は、阿蘇三の宮（國龍神）。

## 例祭日
- 7月15日 - 夏祭り。つくりもの。
- 10月15日 - 秋祭り。ソライ亀、トコセイ、獅子舞い。

## 境内社
- 若宮神社（天児屋根命）
- 雨宮神社（武甕槌命）
- 金毘羅宮（大物主命）
- 稲荷神社（宇迦之御魂神）

## 境内
- 大樟 - 船繋ぎの楠（宇城市指定天然記念物。1975年（昭和50年）指定）
  - 樹囲約13メートル。樹高約32メートル。樹齢約1300年。熊本県下有数の樟の巨樹。
- 鶯宿梅